# The Last Horsemen of New York
The Last Horsemen of New York es una película del género documental de 2018, dirigida por Mary Haverstick, que a su vez la escribió y también estuvo a cargo de la fotografía, musicalizada por Michele Mercure, los protagonistas son Victor de Sousa, Christina Hansen y Mary Higgins Clark, entre otros. El filme fue realizado por Haverstick Films, se estrenó el 11 de mayo de 2018.

## Sinopsis
Los conductores de carruajes de Nueva York se suman a Liam Neeson para luchar por su manutención contra las agrupaciones de derechos de los animales y el alcalde.